# The Marine 4: Moving Target
The Marine 4: Moving Target (titulada El marino 4: Blanco a la vista en Hispanoamérica y Persecución extrema 4: Blanco a la vista en España) es una película de acción de 2015 protagonizada por Mike Mizanin "The Miz". La película, dirigida por William Kaufman, es la cuarta entrega de la serie de películas The Marine y la segunda que incluye a Mizanin. Se estrenó digitalmente el 10 de abril de 2015 y se lanzó directamente en DVD y Blu-ray el 21 de abril de 2015.

## Sucesos
Jake Carter, exmarino estadounidense, trabaja ahora en Hawthorne Global Security, una agencia de seguridad privada dirigida por Robert Daniels. Él y otros hombres esperan en el aeropuerto la llegada de la denunciante Olivia Tanis "Liv" ingeniera informática que trabajó para Genesis Defense Corporation, una de las mayores contratistas de defensa de Estados Unidos. Liv tiene información sobre traidores dentro de Genesis y han sido contratados por el Departamento de Justicia para protegerla hasta que sea puesta bajo custodia oficial. Mientras se dirigían a la custodia de Liv, la escolta fue emboscada por un grupo de mercenarios contratados por el ejército corrupto de Génesis, liderados por el mercenario sudafricano Simon Vogel. Los mercenarios logran matar a Daniels y sus hombres, excepto a Jake, quien se llevó a Liv logrando escapar en una camioneta. El dúo se dirigió a su casa segura.
Una vez allí, Liv amenaza de muerte a Jake diciéndole que la dejé ir porque no lo conoce y no le convence, Jake la convence de que es un exmarino y que no se arriesgue. Más tarde, Nathan Miller y Ethan Smith, miembros del Departamento de Justicia, llegan a la casa segura. Ethan dispara repentinamente a Nathan en la cabeza después de que este le cuente la información de Simon Vogel y el incidente. Ethan resulta estar trabajando con Vogel. Entonces busca a Liv mientras amenaza de muerte a Jake. Liv escapa de la casa cuando suena la alarma, y Ethan se distrae, lo que provoca que Jake y Ethan se peleen. Mientras luchan, el grupo de mercenarios llega a la casa a dispararle a Jake. Liv y Jake logran escapar de los disparos usando una lancha. Tras desembarcar, Liv aun desconfiando golpea a Jake en la cabeza con una piedra, dejándolo inconsciente y escapa hacía la carretera pidiéndole a un camionero que la lleve a la comisaría más cercana. Mientras tanto, Jake se levanta ve pasar una patrulla pasar, lo que le ayuda a localizar la comisaría adonde va Liv.
En la comisaría, mientras Liv pide protección Jake llega. El detective Paul Redman, que intenta verificar la identidad de Jake, resulta estar hablando por teléfono con Ethan sin saber que colabora con los mercenarios, quien le ordena que mantenga a Jake y a Liv bajo custodia hasta su llegada. Ethan y los mercenarios llegan a la comisaría donde se enzarzan en un tiroteo asesinando a los agentes. Jake y Liv obtienen las llaves de las esposas de un agente muerto para librarse. Jake la lleva a un lugar seguro y se une al tiroteo. Los cuatro agentes sobrevivientes, incluido Redman son asesinados al intentar escapar. Liv y Jake logran huir, pero los mercenarios los ven escapar, lo que desencadena una persecución donde Jake es herido en el hombro por un mercenario, pero el dúo logra esconderse en un bosque. Los mercenarios los descubren y planean sorprenderlos al amanecer.
Jake y Liv pasan la noche en el bosque donde intentan sanar su hombro y Jake le dice que el bosque les servirá de trampa para acabar con los mercenarios. Al llegar Vogel al bosque Jake le advierte por teléfono que es una trampa y comienza una serie de tiroteos y trampas, en el que mueren todos los mercenarios excepto Vogel. En el caos resultante, Ethan retiene a Liv, sin embargo esta se libera y es asesinado por Liv tras tratar de matar a Jake. De repente aparece, Vogel disparandole a Jake en el hombro, dejándolo inconsciente. Sin que Vogel lo supiera, Liv encontró señal y terminó de subir la información del equipo militar corrupto a una docena de sitios de noticias. Jake, ya despierto, mata a Vogel rompiéndole el cuello tras una pelea. Liv ayuda a Jake herido a salir del bosque. Unos días después, Liv anuncia que seis miembros de la Corporación de Defensa Génesis están siendo acusados de traición y conspiración. Liv le regala a Jake un esmoquin nuevo, y se despide.

## Reparto
- Mike Mizanin "The Miz" como Jake Carter
- Melissa Roxburgh como "Liv" Olivia Tanis, la denunciante
- Josh Blacker como Simon Vogel, exsoldado de las Fuerzas Especiales sudafricanas y líder mercenario.
- Matthew MacCaull como Ethan Smith, topo del Departamento de Justicia
- Summer Rae como Rachel Dawes, cómplice de Vogel
- Paul McGillion como el detective Redman
- Roark Critchlow como Nathan Miller, funcionario del Departamento de Justicia
- Craig Veroni como Robert Daniels, líder del equipo de Global Hawthorne Security

## Producción
En febrero de 2014, The Miz anunció que repetiría su papel de Jake Carter en la cuarta secuela de The Marine y que coprotagonizaría junto a Summer Rae, quien se convirtió en la primera Diva de la WWE en aparecer en una película de WWE Studios. La filmación comenzó en abril de 2014 en Squamish, Columbia Británica y la fotografía principal finalizó en mayo de 2014.
The Marine 4: Moving Target solo se lanzó en DVD en 2015 en el Reino Unido, y nunca se lanzó en Blu-ray.